# Aldfrith z Nortumbrii
Aldfrith z Nortumbrii (staroang. Ealdfriþ, irl. Flann Fína mac Ossu; ur. w VII wieku; zm. 14 grudnia 704 lub 705) - władca anglosaskiego królestwa Nortumbrii od 686 do 705. Średniowieczni kronikarze Beda Czcigodny i Stephen Ripon relacjonują jego rządy jako okres wyjątkowego spokoju w dziejach Nortumbrii.
Aldfrith był synem Oswiu z Nortumbrii i jego pierwszej żony - irlandzkiej księżniczki Fin. Nieznana jest dokładna data jego urodzenia, wiadomo jednak, że urodził się w czasie, gdy Oswiu ukrywał się na piktyjskim dworze. Małżeństwo to nie było oficjalnie uznane w Nortumbrii i we wczesnych źródłach Aldfrith figuruje jako bastard Oswiu z nieprawego łoża. Zgodnie z irlandzkim prawem do momentu osiągnięcia dojrzałości pozostawał pod opieką klanu Cenél nEógain, z którego wywodziła się jego matka. Istnieją przesłanki, by przypuszczać, że został wychowany całkowicie w tradycji irlandzkiej i że lepiej władał językiem staroirlandzkim niż ataroangielskim, o czym świadczą zachowane dzieła, których autorstwo jest mu przypisywane.
Już od młodych lat Aldfrith był znany ze swej miłości do ksiąg i nauki. Został więc wysłany na wyspę Iona, gdzie spokojnie mógł studiować. Współczesne mu źródła historyczne zachwalają jego wiedzę, inteligencję i elokwencję. Jego przeznaczeniem miała być kariera duchowna. Stało się jednak inaczej - kiedy w 685 roku w bitwie pod Nechtansmere zginął jego brat Egfryt, rządzący dotąd w Nortumbrii, Aldfrith został jego następcą. Niektórzy historycy sugerują, iż wybór jego osoby był wynikiem poparcia ze strony sojuszu Piktów i królestwa Dalriady, którzy chętniej widzieli na tronie sąsiedniego królestwa uczonego niż wojownika, jak Oswiu czy Egfryt. Aldfrith spełnił ich oczekiwania - kronikarze odnotowali za jego panowania zaledwie jedną bitwę w 697 lub 698 roku z Piktami (zginął w niej książę Berht). Okres jego rządów uważany jest za początek złotego wieku w dziejach Nortumbrii.
Aldfrith musiał dbać o swoje kontakty z kościołem w Nortumbrii, który w owym czasie cieszył się znacznymi przywilejami i wpływami. Duchowni nie tylko cieszyli się autorytetem związanym z władzą kościelną, ale również byli właścicielami gruntów i w znacznym stopniu kontrolowali handel. Aldfrith wydaje się cieszyć poparciem duchowieństwa, zwłaszcza swojej przyrodniej siostry Elfledy, jak i wpływowego biskupa Cuthberta, który wręcz przepowiedział mu sukcesję na tronie Nortumbrii. Utrzymywał również kontakty z biskupem Sherborne Aldhelmem i przyjaźnił się z Adomnanem, opatem klasztoru na wyspie Iona. To właśnie opat Adomnan negocjował z królem uwolnienie irlandzkich jeńców, pojmanych po bitwie z księciem Berhtem. Zezwolił również, za namową arcybiskupa Canterbury Teodora, na powrót do Nortumbrii jednego z najpotężniejszych ówczesnych duchownych, biskupa Wilfrida, wygnanego przez Egfryta za przekonywanie jego żony Etelredy do zachowania celibatu. Wkrótce jednak doszło do konfliktu między królem a biskupem, u którego podstaw leżało przywiązanie Aldfritha do tradycji kościoła celtyckiego oraz dążenie Wilfryda do odzyskania władzy nad całą diecezją nortumbryjską, podzieloną w 677 na dwie odrębne. Konflikt zaognił się do tego stopnia, że król ponownie wygnał biskupa, który schronił się na dworze Mercji. Nie pomogła nawet interwencja papieża Jana VI, Aldfrith pozostał nieugięty.
Prawdopodobnie za panowania Aldfritha rozpoczęto bicie srebrnych monet, tzw. sceattów. Bito je w wielu państwach anglosaskich, nawet znacznie wcześniej, jednak te nortumbryjskie wyróżniają się tym, że noszą imię Aldfritha, napisane unicjałą. Na rewersie większość z nich ma symbol lwa z podniesionym ogonem, co miało symbolizować władzę królewską.
Potężny król Wesseksu Ine, za namową swego kuzyna, biskupa Aldhelma, zdecydował się oddać Aldfrithowi za żonę swoją siostrę Kutburgę i związać oba kraje sojuszem dynastycznym. Aldfrith w ten sposób został jednym z najpotężniejszych władców anglosaskiej Anglii. Znane są imiona co najmniej dwóch synów Aldfritha: Osreda i Osrica, nie jest jednak pewne, czy ich matką była Kutburg. Wiadomo natomiast, że małżeństwo rozstało się niedługo przed śmiercią króla. Florencja z Worcester odnotowała, że rozstanie nastąpiło z inicjatywy królowej, która miała się wyrzec małżeństwa w imię miłości do Boga. Kutburga wstąpiła do zakonu a następnie została ksienią klasztoru w Barking.
Współcześni mu kronikarze odnotowali, że Aldfrith chorował przez jakiś czas, aż w końcu zmarł 14 grudnia 705 roku w Driffield w hrabstwie East Riding of Yorkshire.
Po jego śmierci władzę w Nortumbrii na dwa miesiące przejął uzurpator Eadwulf, co wspomina Stephen Ripon w swym życiorysie biskupa Wilfrida. Eadwulf został usunięty z tronu i wygnany z kraju, a władcą został syn Aldfritha, Osred, wówczas małoletni. Po jego zamordowaniu, na tronie Nortumbrii zasiadł jego daleki krewny z innej linii potomków Idy.